# Yves Lampaert

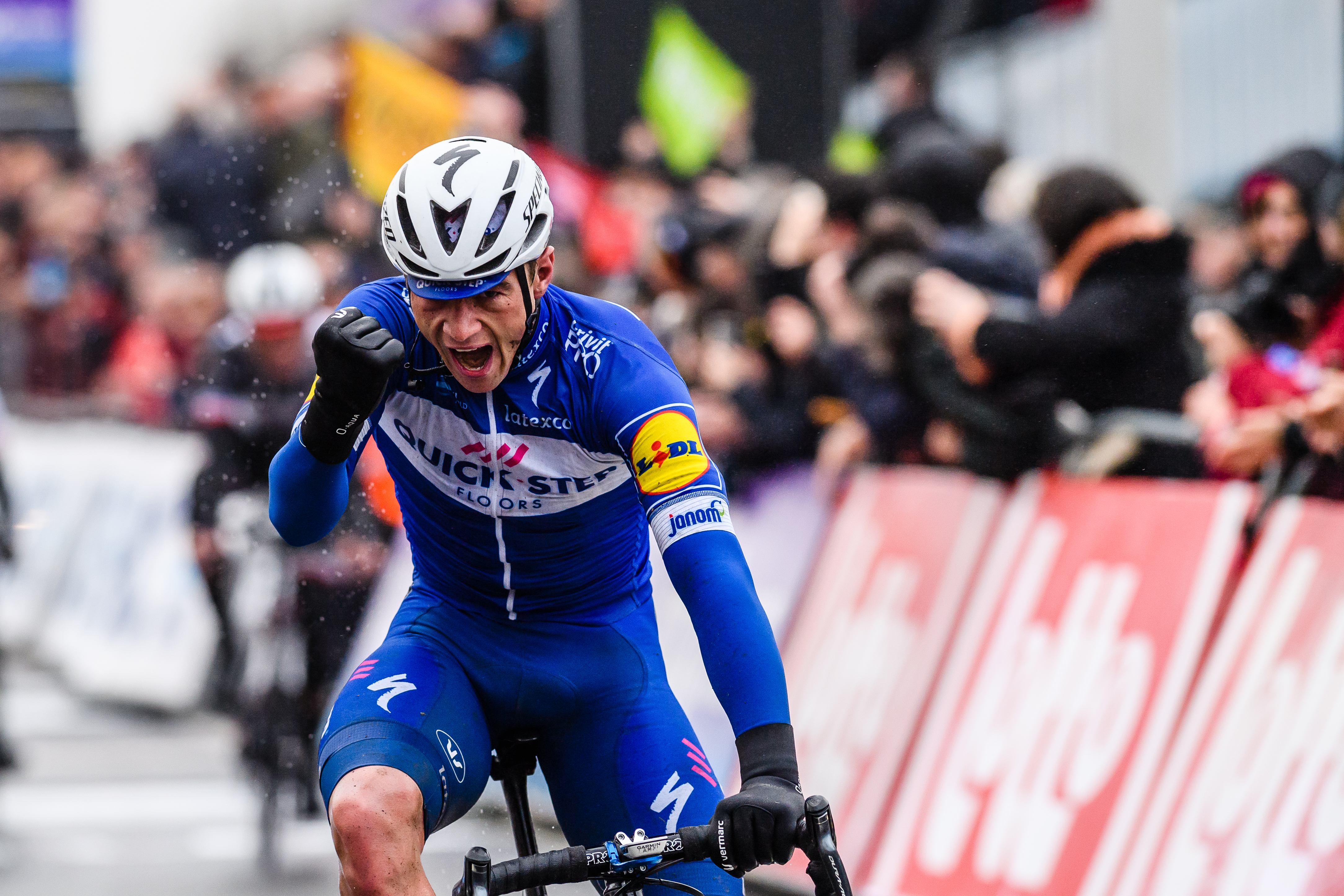
Yves Lampaert endet als erster und gewinnt Dwars door Vlaanderen.

Yves Lampaert (* 10. April 1991 in Izegem) ist ein belgischer Radrennfahrer.

## Werdegang
Lampaert wurde 2012 Belgischer Meister im Einzelzeitfahren in der Klasse U23 und fuhr ab der Saison 2013 für das Professional Continental Team Topsport Vlaanderen-Baloise. Sein erster Sieg auf der UCI Europe Tour gelang ihm 2013 beim Grote Prijs Stad Geel. Im Jahr 2014 gewann Lampaert das Eintagesrennen Arnhem–Veenendaal Classic.
Zur Saison 2015 wechselte er zum UCI WorldTeam Etixx-Quick Step und gewann im selben Jahr die Gesamtwertung der Driedaagse van West-Vlaanderen und wurde Siebter bei Paris-Roubaix. Im folgenden Jahr wurde er mit seiner Mannschaft Weltmeister im Mannschaftszeitfahren und konnte diesen Erfolg im Jahr 2018 wiederholen. Seinen ersten Erfolg in der UCI WorldTour erzielte er im Jahr 2017 bei Dwars door Vlaanderen nach einer Alleinfahrt auf den letzten Kilometern. Er wurde belgischer Meister im Einzelzeitfahren und gewann im Spätsommer die zweite Etappe der Vuelta a España 2017 im Sprint und übernahm damit für einen Tag die Gesamtführung. Im nächsten Jahr wiederholte er seinen Erfolg bei Dwars door Vlaanderen durch eine Attacke auf dem Schlusskilometer. Im Jahr 2018 wurde Lampaert belgischer Straßenmeister. Bei Paris-Roubaix 2019 wurde er 13 Sekunden hinter dem Führungsduo Gilbert und Politt Dritter bei Paris-Roubaix. Sein drittes WorldTour-Eintagesrennen gewann er 2020 mit dem Classic Brugge-De Panne. 2022 gewann Lampaert das Auftaktzeitfahren der Tour de France.

## Erfolge

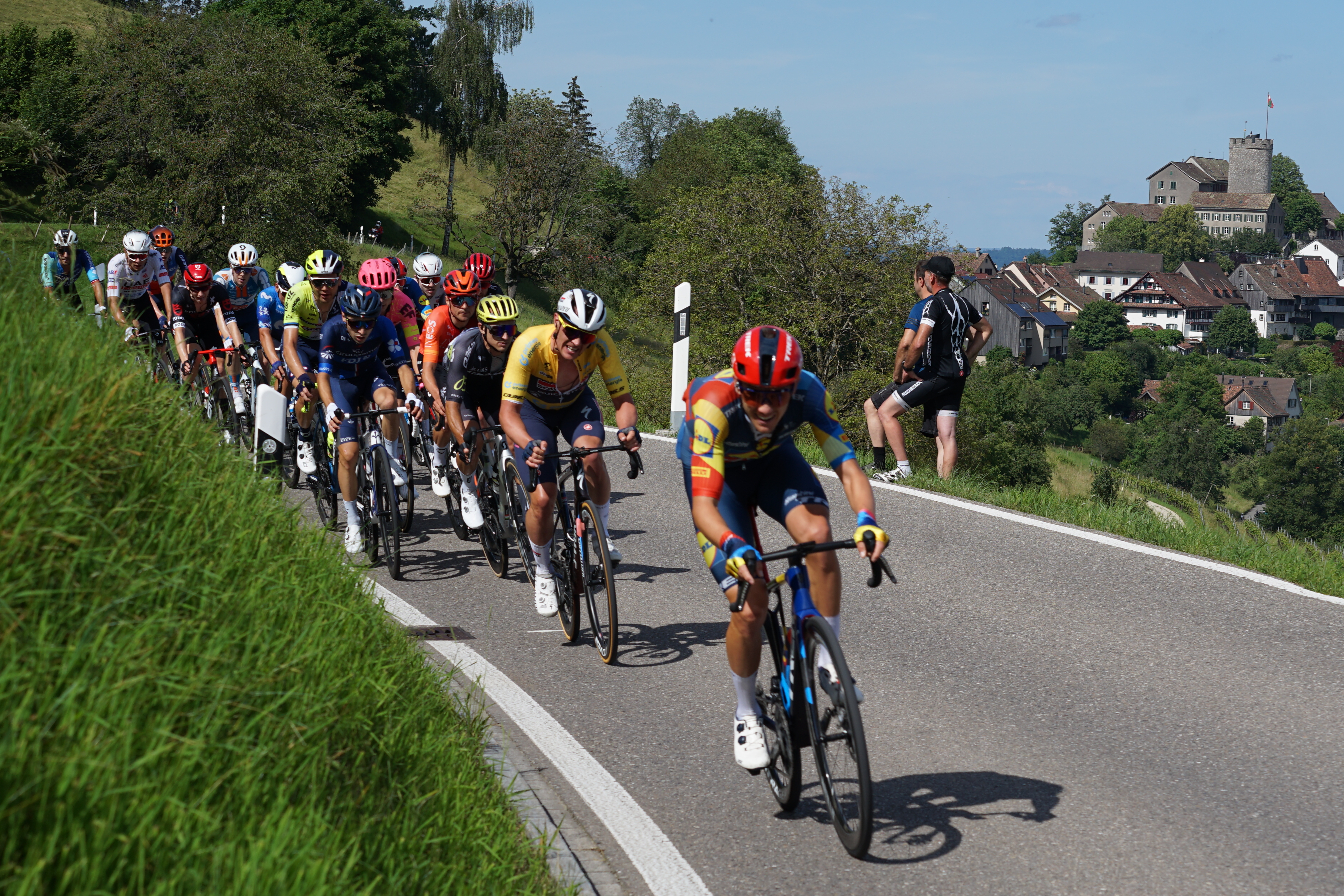
Yves Lampaert im Gelben Trikot an der zweiten Etappe der Tour de Suisse 2024

2012
- Belgischer Meister – Einzelzeitfahren (U23)

2013
- Grote Prijs Stad Geel

2014
- Arnhem–Veenendaal Classic

2015
- Gesamtwertung und eine Etappe Driedaagse van West-Vlaanderen
- Weltmeisterschaft – Mannschaftszeitfahren

2016
- Weltmeister – Mannschaftszeitfahren
- Belgische Meisterschaft – Einzelzeitfahren

2017
- Dwars door Vlaanderen
- Belgischer Meister – Einzelzeitfahren
- eine Etappe Vuelta a España

2018
- Dwars door Vlaanderen
- Gesamtwertung Hammer Sportzone Limburg
- Belgischer Meister – Straßenrennen
- Weltmeister – Mannschaftszeitfahren

2019
- Hammer Sprint Hammer Stavanger
- Gesamtwertung, Hammer Sprint und Hammer Climb Hammer Limburg
- eine Etappe Tour de Suisse
- Europameisterschaft – Straßenrennen
- Gesamtwertung Slowakei-Rundfahrt

2020
- Classic Brugge-De Panne

2021
- Belgischer Meister – Einzelzeitfahren

2022
- eine Etappe Tour de France

2024
- eine Etappe Tour de Suisse

## Wichtige Platzierungen
| Grand Tour            | 2014 | 2015 | 2016 | 2017 | 2018 | 2019 | 2020 | 2021 | 2022 | 2023 | 2024 |
| --------------------- | ---- | ---- | ---- | ---- | ---- | ---- | ---- | ---- | ---- | ---- | ---- |
| Giro d’ItaliaGiro     | –    | –    | –    | –    | –    | –    | –    | –    | –    | –    | –    |
| Tour de FranceTour    | –    | –    | –    | –    | 80   | 133  | –    | –    | 119  | 104  | 125  |
| Vuelta a EspañaVuelta | –    | –    | 113  | 136  | –    | –    | –    | –    | –    | –    | –    |

| Weltmeisterschaft        | 2014 | 2015 | 2016 | 2017 | 2018 | 2019 | 2020 | 2021 | 2022 | 2023 | 2024 |
| ------------------------ | ---- | ---- | ---- | ---- | ---- | ---- | ---- | ---- | ---- | ---- | ---- |
| StraßenrennenStraße      | –    | –    | –    | –    | –    | 32   | –    | 61   | 48   | 44   | –    |
| EinzelzeitfahrenEZF      | –    | 31   | 7    | 23   | –    | 48   | –    | –    | 9    | –    | –    |
| MannschaftszeitfahrenMZF | 17   | 2    | 1    | 4    | 1    | –    | –    | 7    | –    | –    | –    |

| Monument                 | 2014 | 2015 | 2016 | 2017 | 2018 | 2019 | 2020 | 2021 | 2022 | 2023 | 2024 | 2025 |
| ------------------------ | ---- | ---- | ---- | ---- | ---- | ---- | ---- | ---- | ---- | ---- | ---- | ---- |
| Mailand–Sanremo          | –    | –    | –    | –    | –    | 66   | –    | 54   | –    | 20   | –    | –    |
| Flandern-Rundfahrt       | –    | 24   | –    | 36   | 29   | 17   | 5    | 17   | 30   | 41   | 18   | 38   |
| Paris–Roubaix            | 108  | 7    | –    | 82   | 28   | 3    | –    | 5    | 10   | 24   | 36   | 28   |
| Lüttich–Bastogne–Lüttich | –    | –    | –    | –    | –    | –    | –    | –    | –    | –    | –    |      |
| Lombardei-Rundfahrt      | –    | –    | –    | –    | –    | –    | –    | –    | –    |      |      |      |